# Steinplattenbrücke

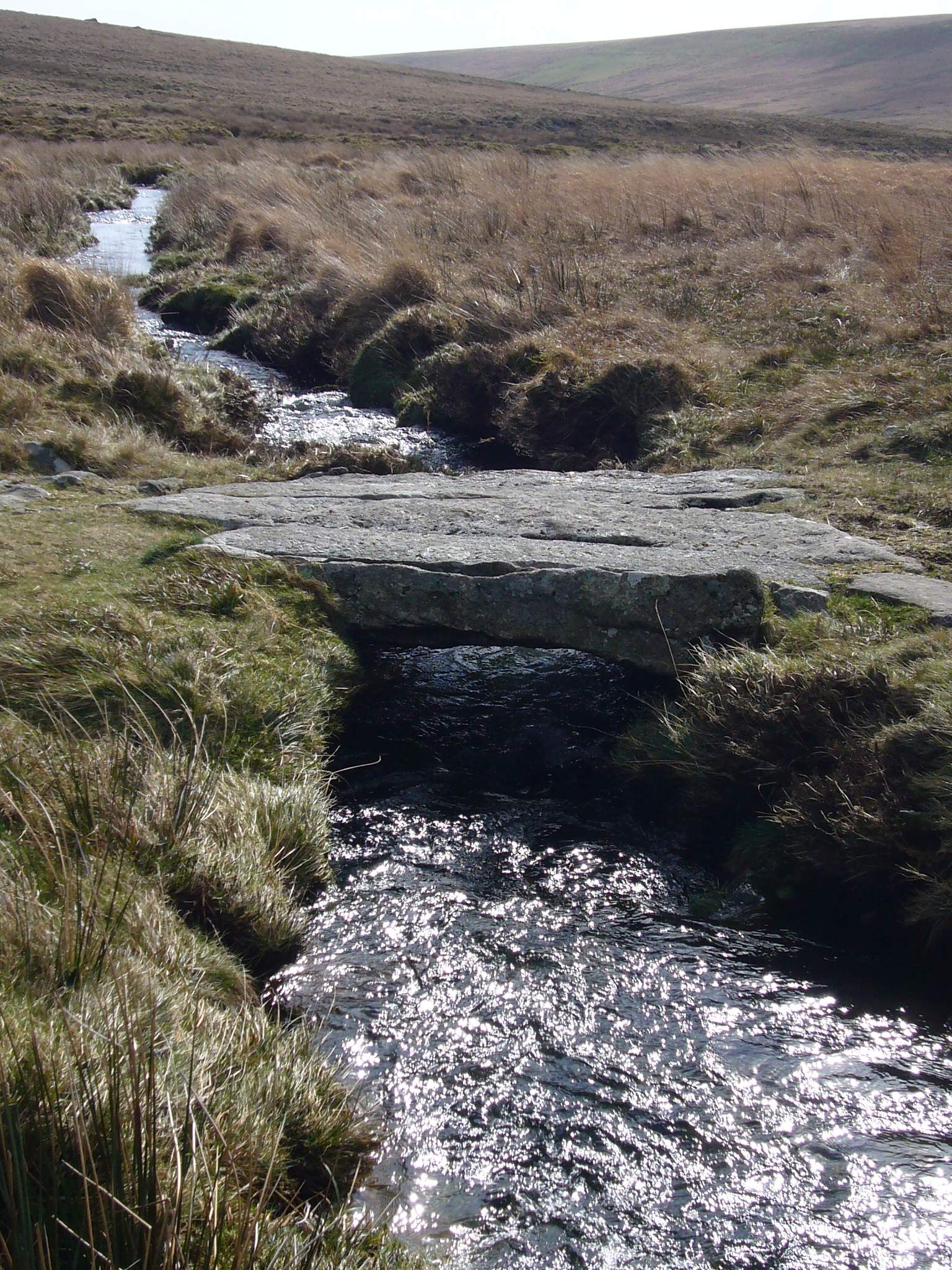
Clapper bridge über den Wallabrook im südlichen Dartmoor; 4,50 m lang, 2,00 m breit und bis zu 0,50 m dick

Eine Steinplattenbrücke oder Steinplattensteg (englisch clapper bridge; französisch Pont en dalle de pierre) oder Pont mégalithique ist ein Steg bzw. eine Brücke, die durch die Verwendung großer, flacher Natursteinplatten als Baumaterial gekennzeichnet ist und deren Stabilität allein auf der Statik aufeinander ruhender Steine beruht.

## Konstruktion
Bei schmalen Fließgewässern sind bis 4 m lange Steinplatten, die von einem zum anderen Ufer verlegt sind (Spang genannt), üblich. Bei breiteren ruhen sie auf Steinen, die auf dem Grund der flachen Gewässer oder auf niedrigen, meist in Trockenbauweise errichteten Steinpfeilern ruhen – eine solche Brücke wird auch „Pfostenbrücke“ genannt. Meist sind zwei oder drei Platten annähernd derselben Größe nebeneinander angeordnet. Zusätzliche bauliche Befestigungen (z. B. Bindemittelnutzung oder Zapfen-Steinbehau) sind für die unregelmäßig geformten Brücken untypisch. Falls dergleichen dennoch vorhanden ist, wurden diese nachträglich eingebracht.

Clapper bridges in England und Wales
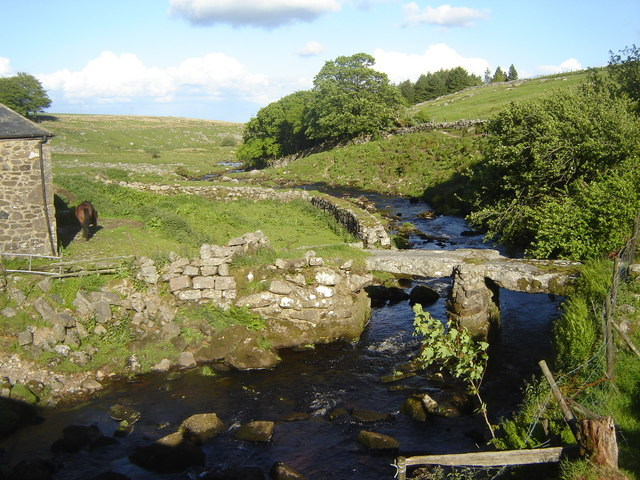
Clapper bridge (auch Spang oder Log bridge) am Blackbrook River
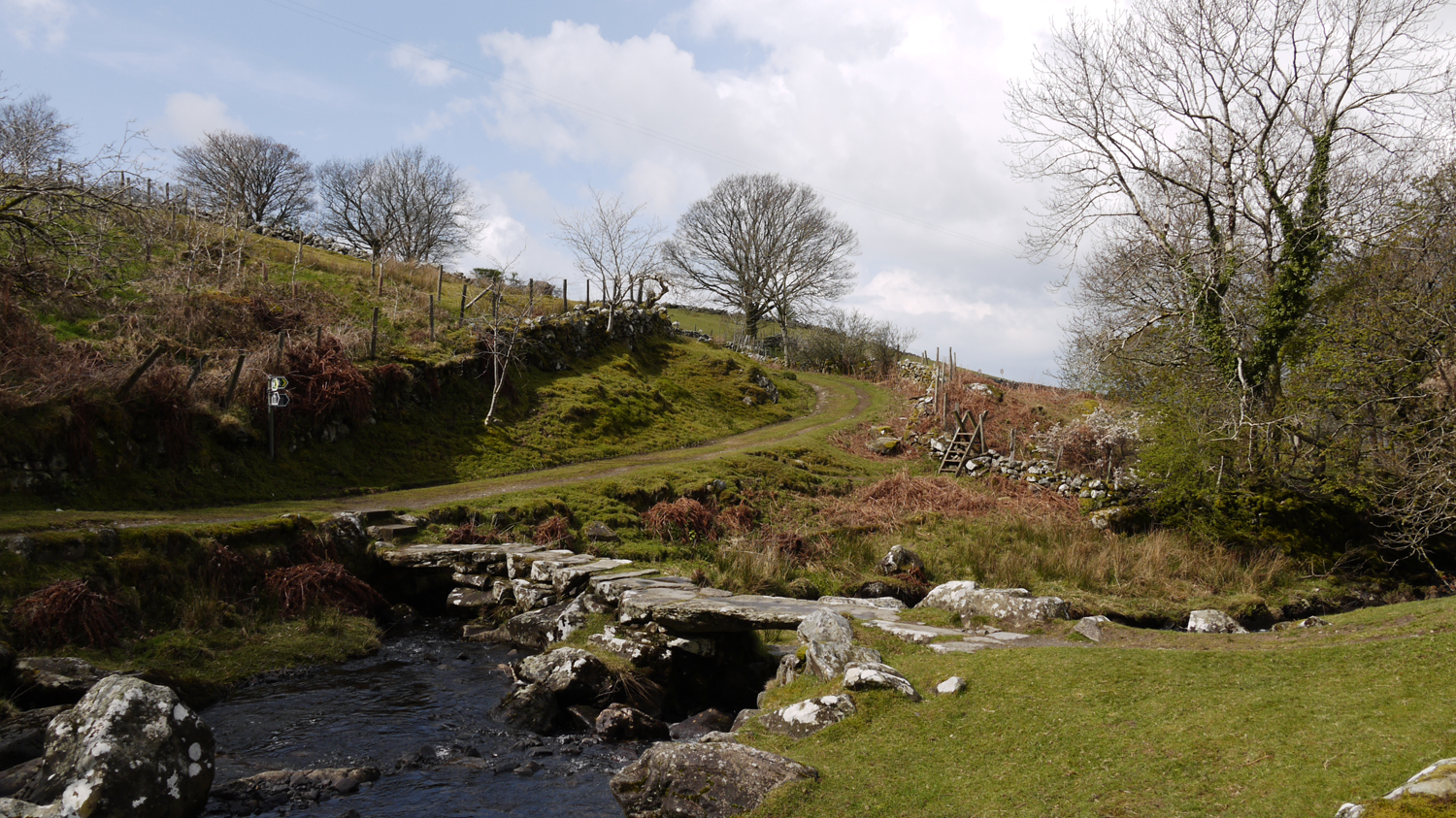
Clapper bridge über den Afon Arthog in Wales
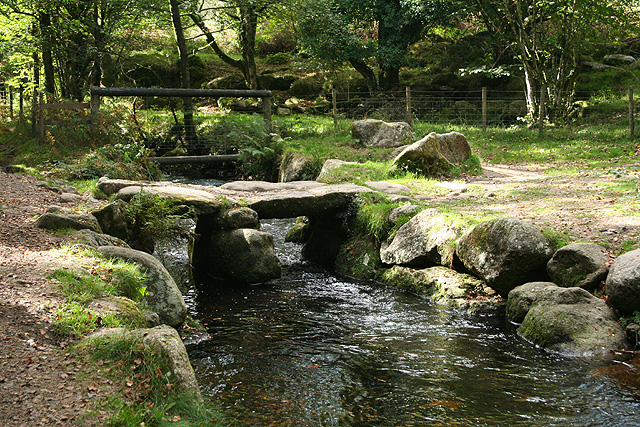
Clapper bridge über den Becka Brock in Ilsington in Devon

## Verbreitung
Der Brückentyp existiert nur in Gegenden, in denen die Natur große Steinplatten zur Verfügung stellt; dies ist jedoch nur in wenigen Gegenden Europas der Fall (z. B. in den felsigen Regionen von England, Wales, Irland, Portugal und Nordwestspanien sowie in der Bretagne).

## Geschichte
Früher wurde wegen der einfachen Bauweise und des verwendeten Steinmaterials eine prähistorische (megalithzeitliche) Herkunft der erhaltenen Steinplattenbrücken vermutet, die meisten wurden jedoch erst im Mittelalter oder später, bis ins späte 19. Jahrhundert, als Teil viel benutzter Wege errichtet. Oft sind sie in oder in der Nähe einer Furt zu finden, wo Karren den Wasserlauf durchqueren konnten, oder an Stellen, an denen sich zuvor Trittsteine befanden.
Von vielen historischen Steinplattenbrücken sind keine Spuren mehr vorhanden. Entweder wurden ihre Steine im Laufe der Jahrhunderte von Hochwassern verschoben und dann fortgetragen oder die Steine wurden, als die alten Brücken durch modernere Bauwerke ersetzt oder andere Wegführungen gewählt wurden, als Baumaterial für Häuser und Mauern verwendet.

## Beispiele

### Großbritannien
Die meisten Clapper bridges – insgesamt über 200 – finden sich im Dartmoor in der Grafschaft Devon. Weitere Exemplare sind u. a. im Exmoor, ebenfalls in Devon, und im Snowdonia-Nationalpark sowie auf der Insel Anglesey in Wales erhalten. Touristisch bekannt ist insbesondere die Postbridge Clapper Bridge im Dartmoor. Eine weitere bekannte Lösung, die Tarr Steps, führt im Exmoor über den Fluss Barle.

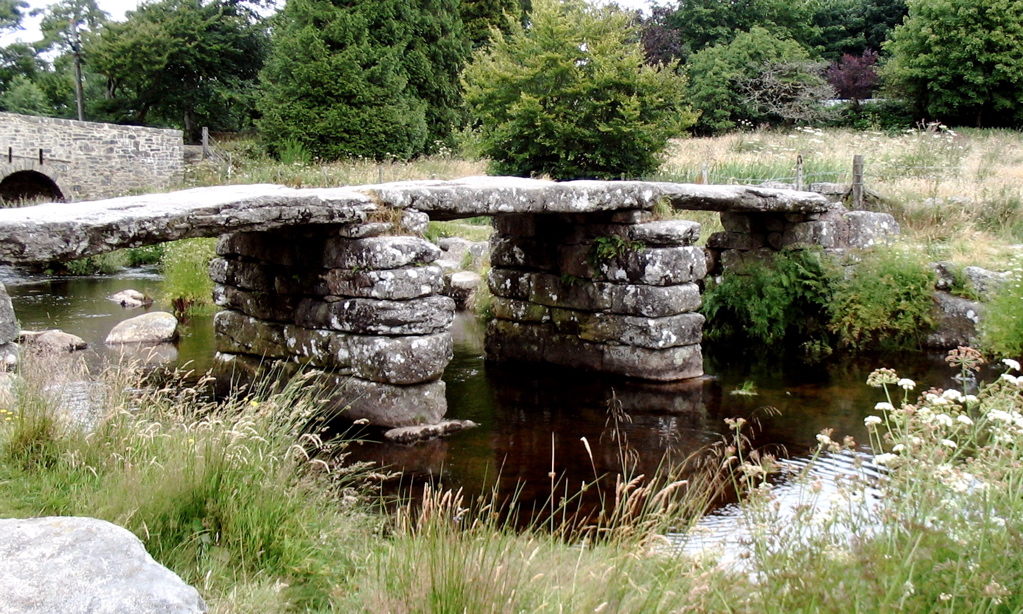
Die Postbridge Clapper Bridge im Dartmoor
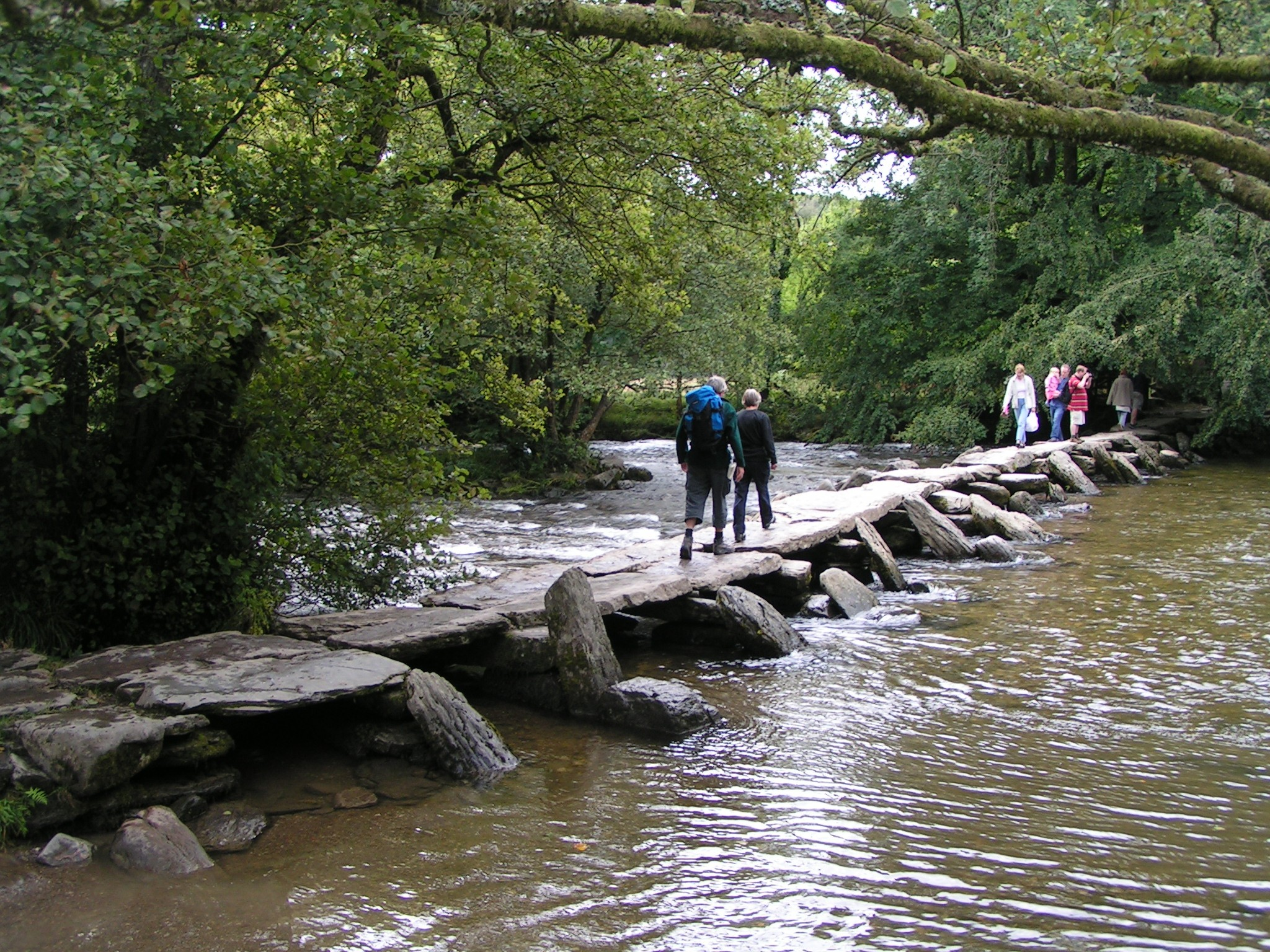
Die Brücke Tarr Steps über den Fluss Barle im Exmoor
Steinplattenbrücke von Teignhead über den Teign im Dartmoor
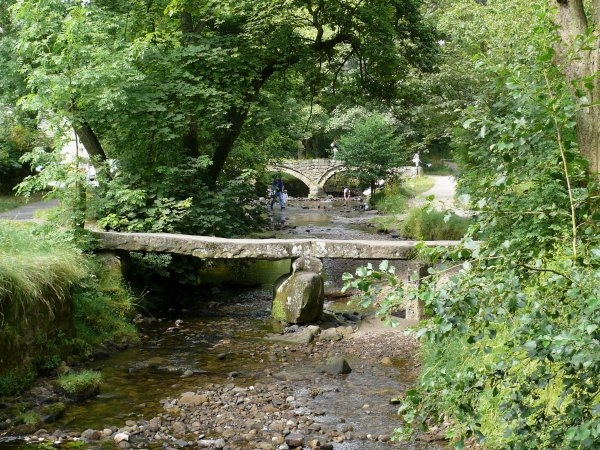
Die Hall Bridge in Wycoller, Lancashire
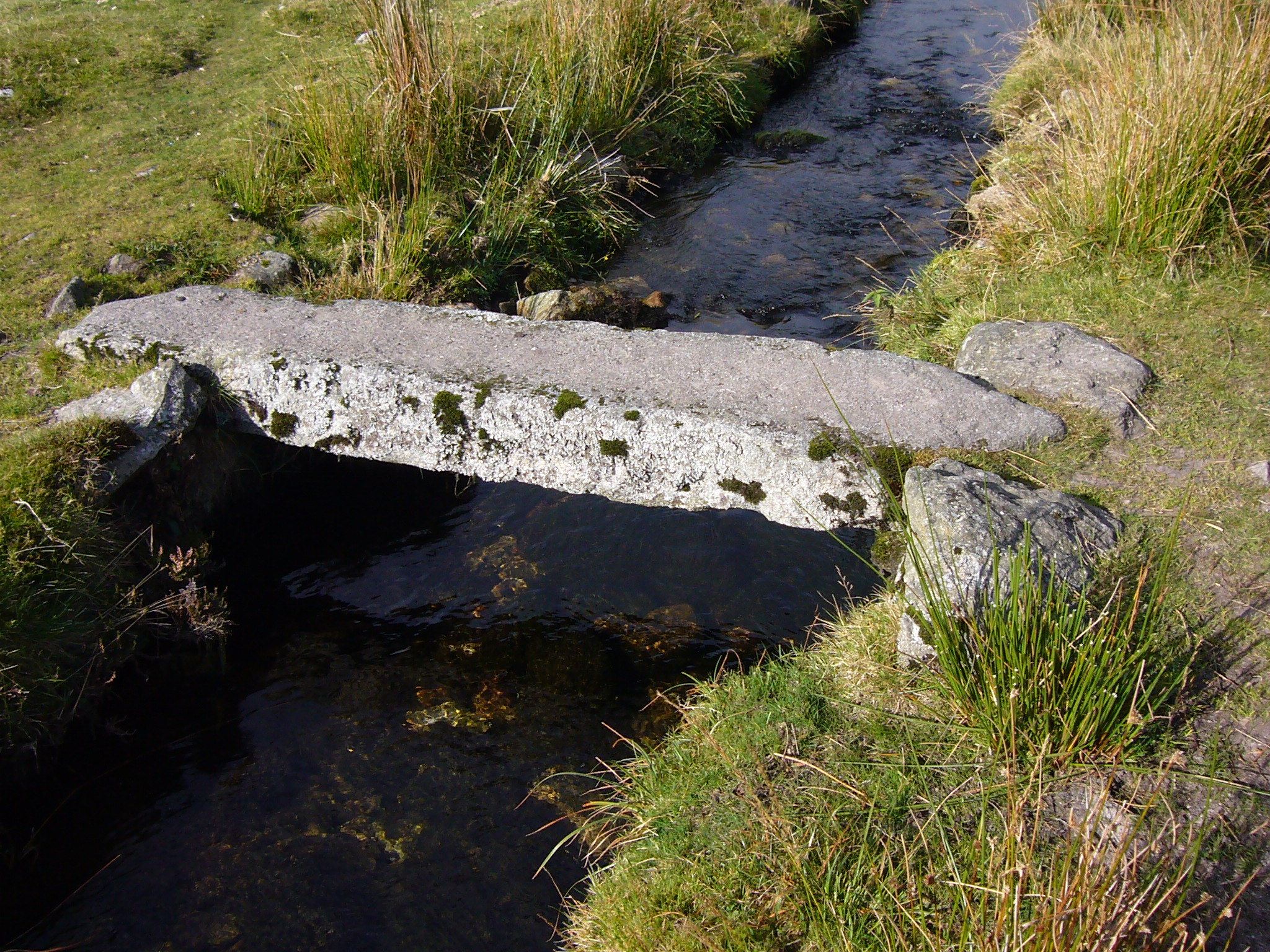
Devonport Leat, Dartmoor
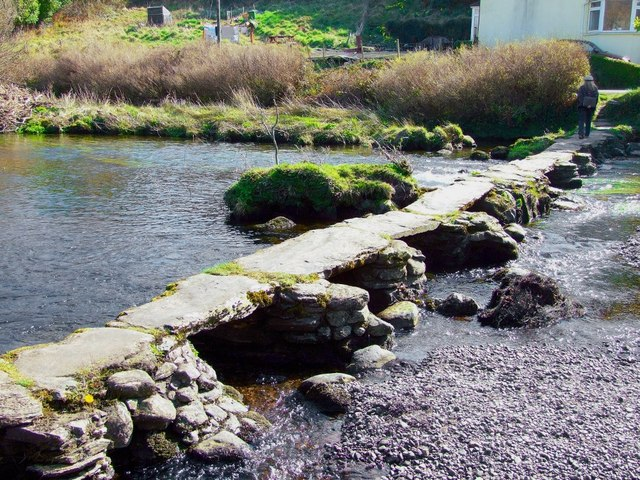
River Lee in Ballingeary
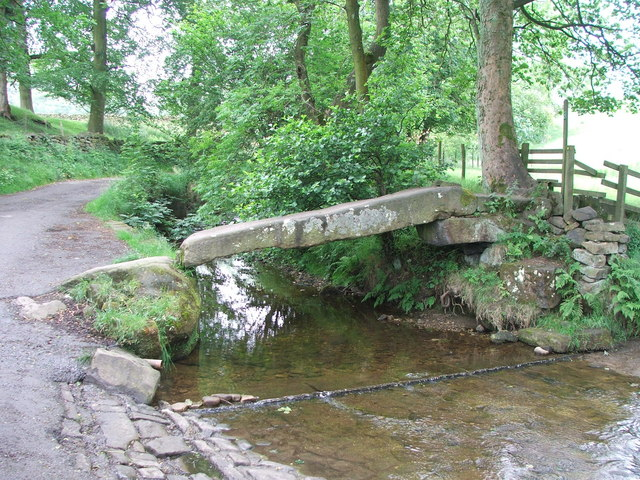
Wycoller Bank House Bridge
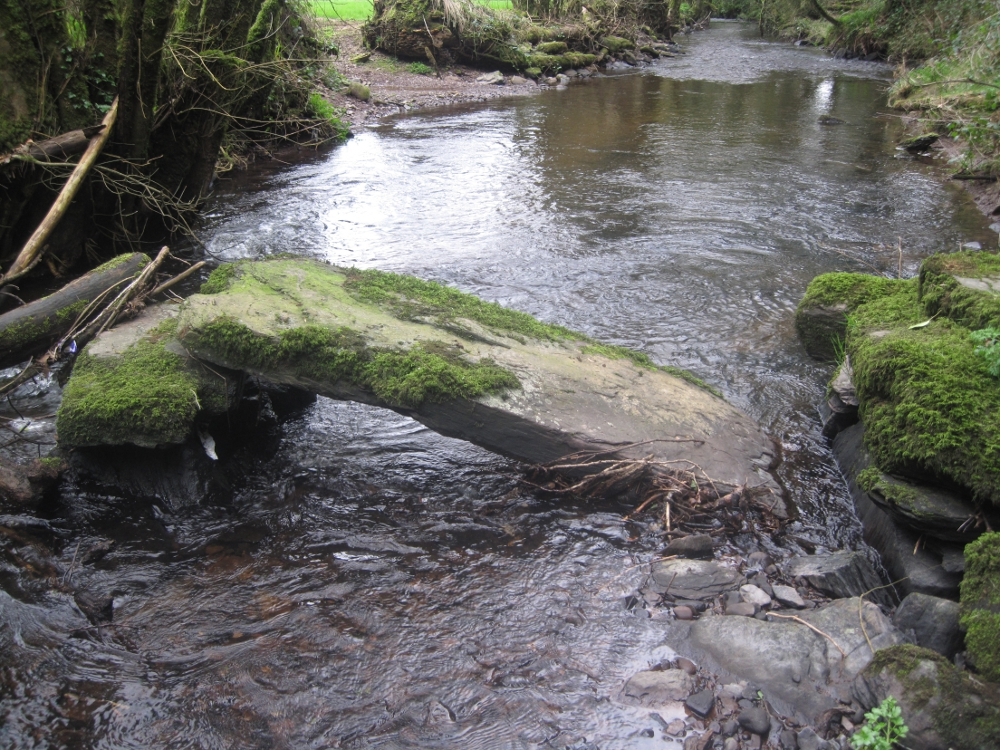
Aghavrin Clapper Bridge Irland

In Irland sind Clapper bridges insbesondere im County Cork (Aghavrin, Ballingeary, Ballybeg Abbey, Ballymakeera, Farranamagh, Rahoonagh West) und im County Kerry verbreitet (Glen Inchiquin); eine jüngere befindet sich in Bunlahinch im County Mayo.

### Kontinentaleuropa

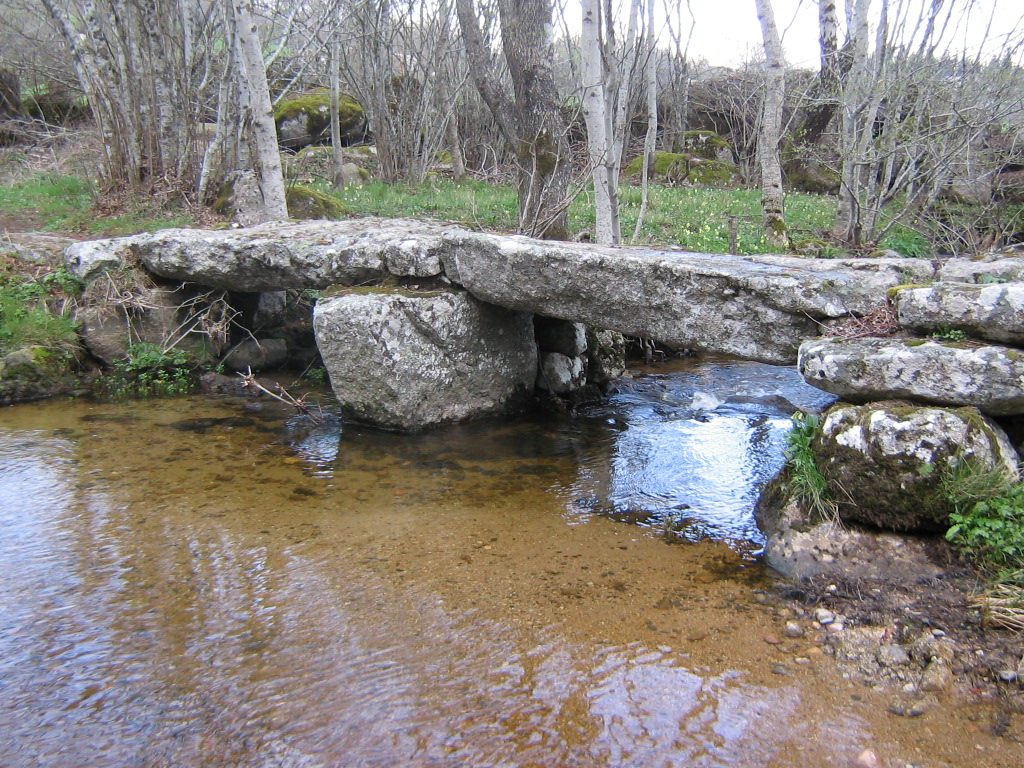
Pont de César über den Piou, Okzitanien
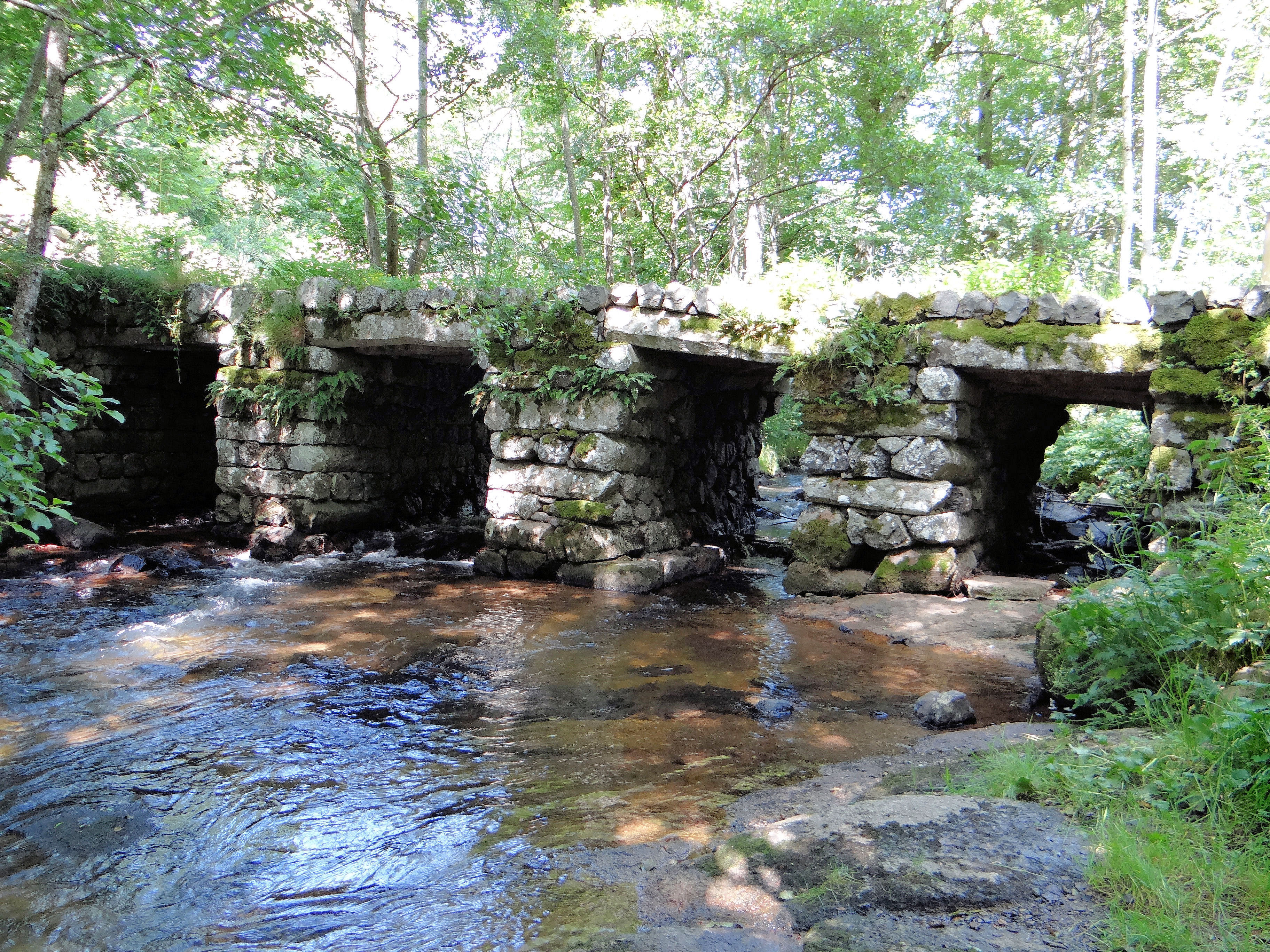
Pont de Pigasse bei Laguiole, Zentralmassiv
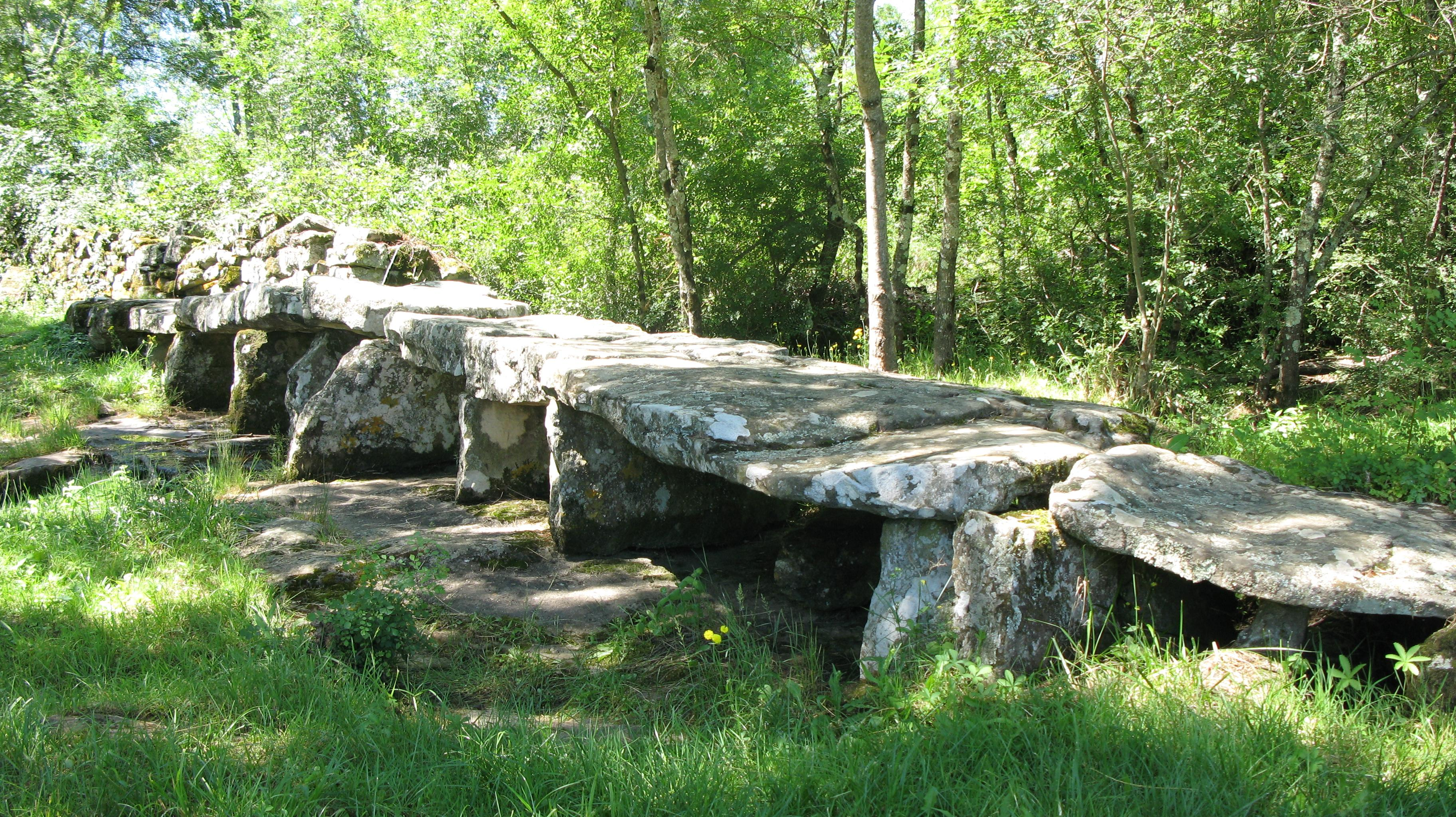
Pont mégalithique (Lablachère), Ardèche
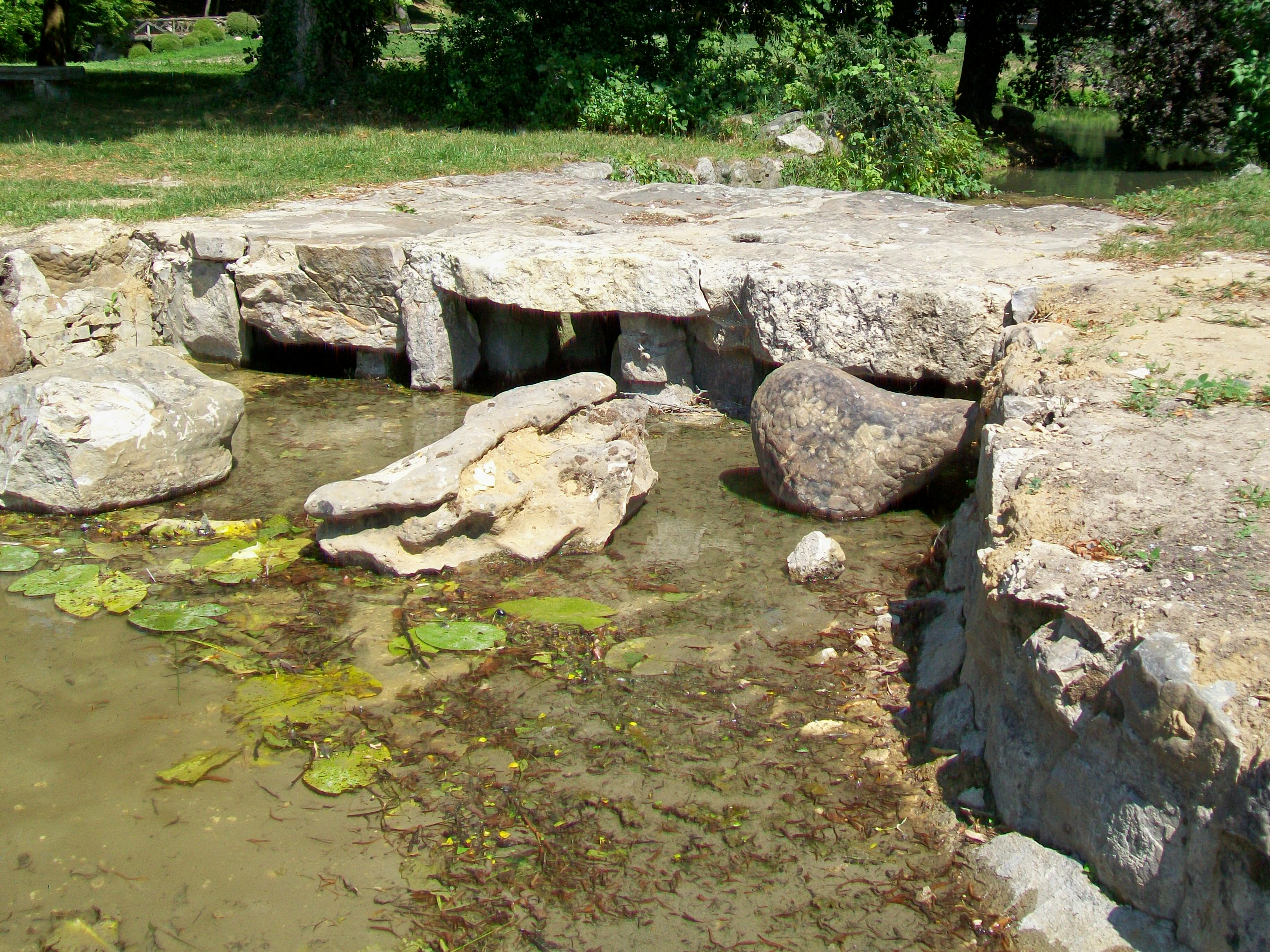
Parc Jean-Jacques Rousseau bei Ermenonville
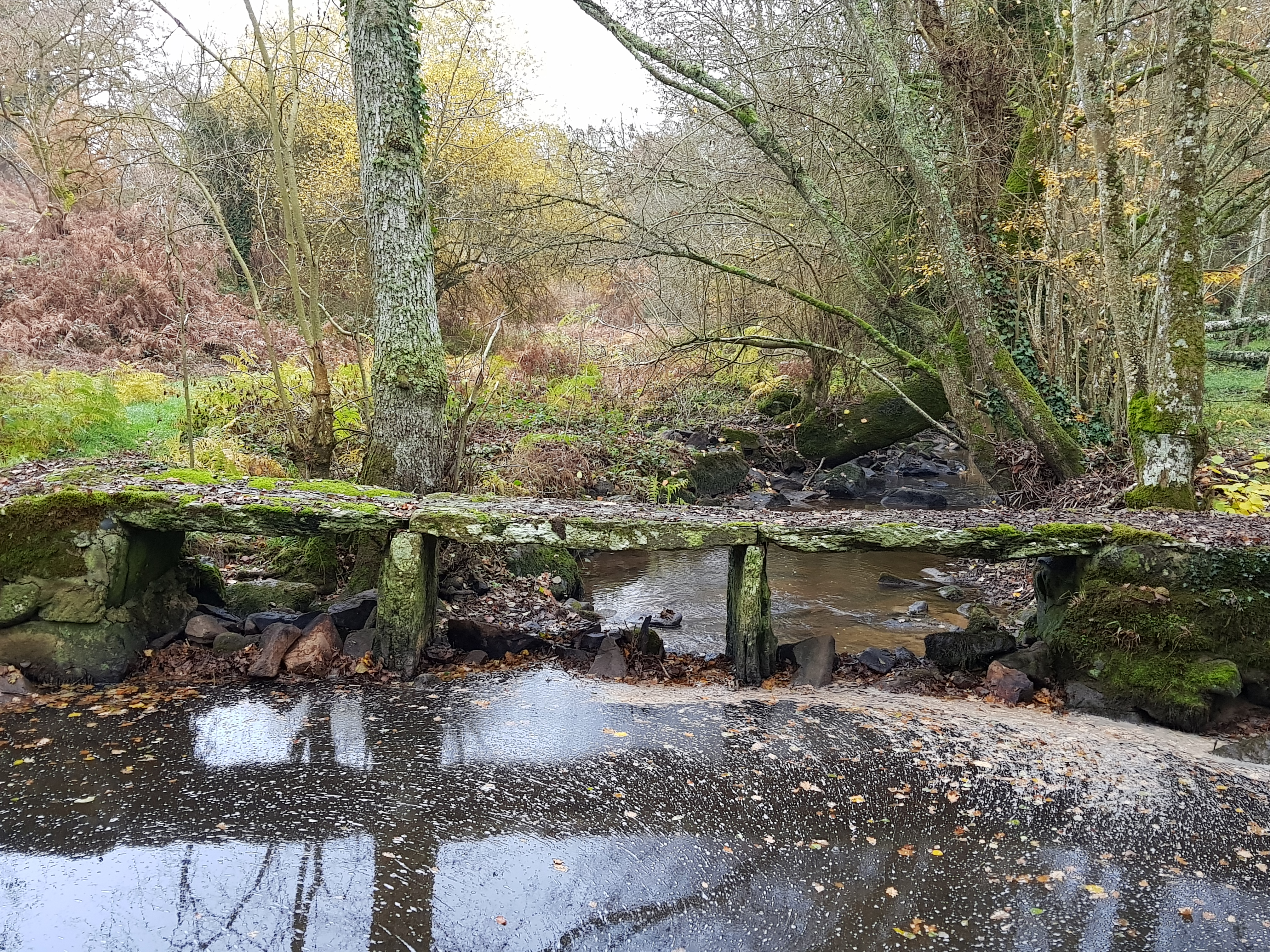
Pont 5 Pierres in Gesvres
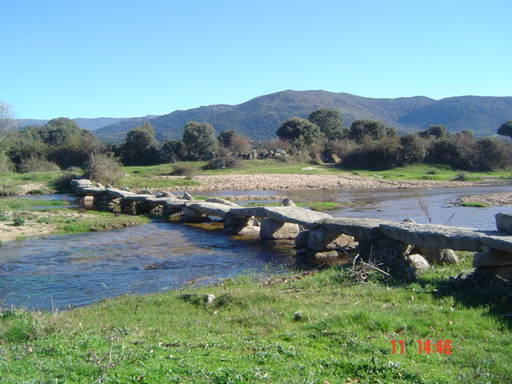
Steinplattensteg bei Villar de Corneja, Ávila, Spanien

#### Frankreich
- Pont mégalithique von Le Châtellier Département Orne
- Ponts mégalithiques in Artannes-sur-Thouet Département Maine-et-Loire
- Pont mégalithique (Lablachère) bei Lablachère Département Ardèche,
- Pont mégalithique von Eyne bei Font-Romeu im Département Pyrénées-Orientales
- Pont Gaulois von Kervon, nordöstlich von Crozon im Département Finistère
- Planque de la Fajole bei Col de Verniole im Forêt du Somail, Département Hérault
- Pont de César über den Piou beim Weiler Le Mas de Murat im Département Lozère
- Pont de Pigasse in der Gemeinde Laguiole, Aveyron, Midi-Pyrénées
- Pont de Pierre-Plate in Dompierre-sur-Yon Vendée
- Pont de Pierre-Plate in Dompierre-du-Chemin Bretagne
- Pont Thierry oder Pont romain, in Paley im Département Seine-et-Marne

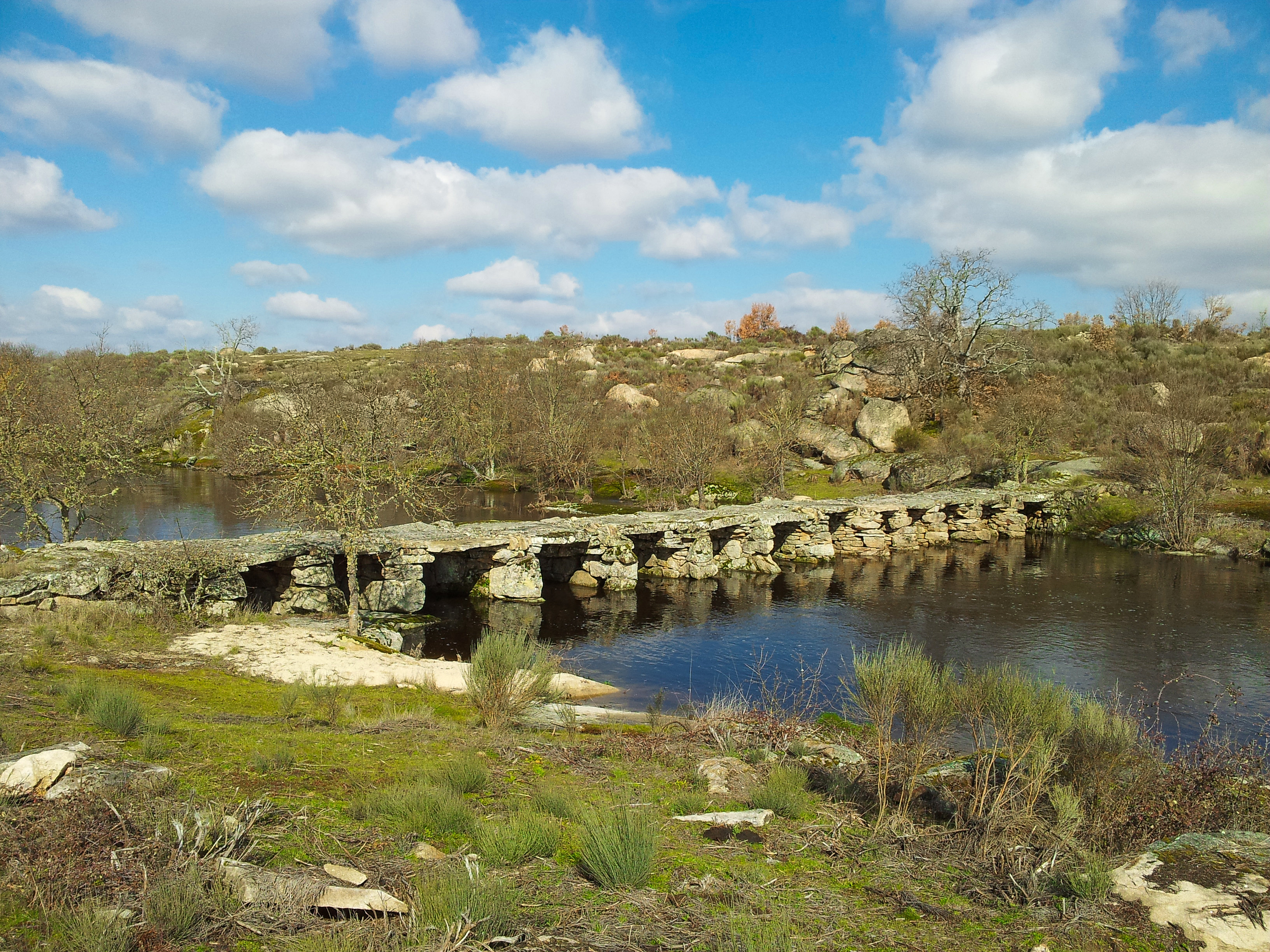
Brücke bei Cabeza del Caballo, Spanien

#### Portugal
- Ponte das Taipas bei Guimarães

#### Spanien (Puente Piedra)
- Villar de Corneja, Provinz Ávila
- Riofrío (Ávila),  Provinz Ávila
- Cabeza del Caballo, Provinz Salamanca
- Tudera, Provinz Zamora

#### Norwegen
- eine Brücke bei der Straße 42

### Sri Lanka
Im Norden Sri Lankas, z. B. bei der Tempelstadt Anuradhapura, befinden sich die Twin Ponds („Zwillingsteiche“), in deren Nähe die Überreste einer alten Steinplattenbrücke (Gal Palama) über den Malwathu Oya erhalten sind. Andere Brücken dieser Art befinden sich über das ganze Land verteilt.

### China
Ebenfalls zu den Steinplattenbrücken gehören die in den Jahren 1053 bis 1059 in der Provinz Fujian in China erbaute und mit kunstvoll bearbeiteten Platten belegte Luoyang-Brücke und die ähnliche, in derselben Provinz zwischen 1138 und 1151 erbaute Anping-Brücke, die mit einer Länge von mehr als zwei Kilometern die längste Steinbrücke des mittelalterlichen Chinas ist.

## Trittsteinbrücke
Die Trittsteinbrücke, lokal auch „Ochsenklavier“ genannt, ist eine alte Form der Gewässerüberquerung. In das Wasser gelegte flache Steine (irisch clocher) – mit schmalen Lücken dazwischen – erlauben das Überschreiten von Wasserläufen. Querungen dieser Art sind aus China, Frankreich, Irland, Japan, Portugal und den Vereinigten Staaten bekannt.
In der Schweiz (z. B. G59 1. Schweizerische Gartenbau-Ausstellung im Nymphenteich am Zürichhorn) und in Deutschland gibt es moderne Versionen der Trittsteinbrücken, so in Alsfeld, Bergisch Gladbach, Bottrop, Leverkusen, Löbau und Remscheid.

Trittsteinbrücken in Deutschland
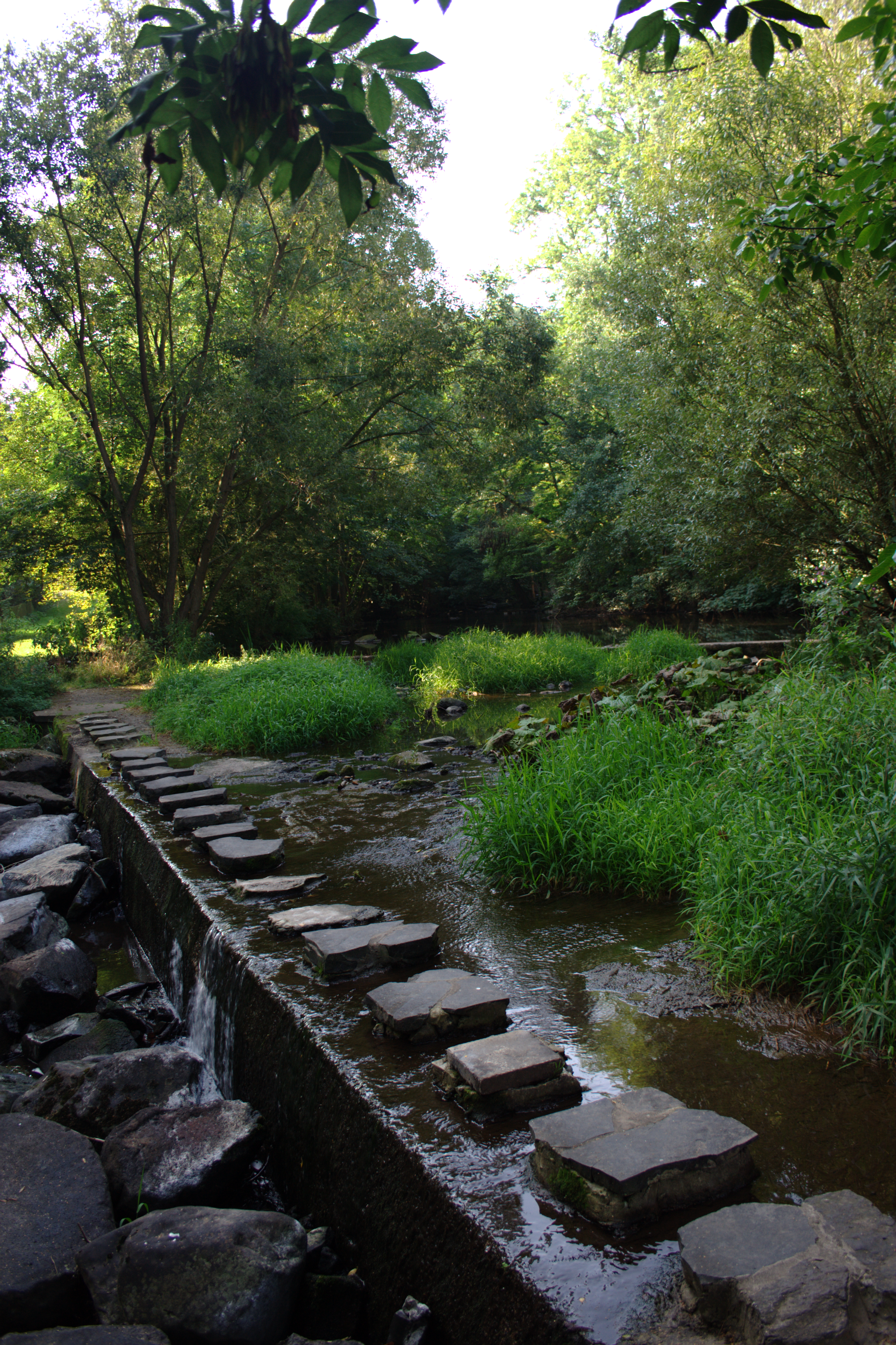
Alsfeld
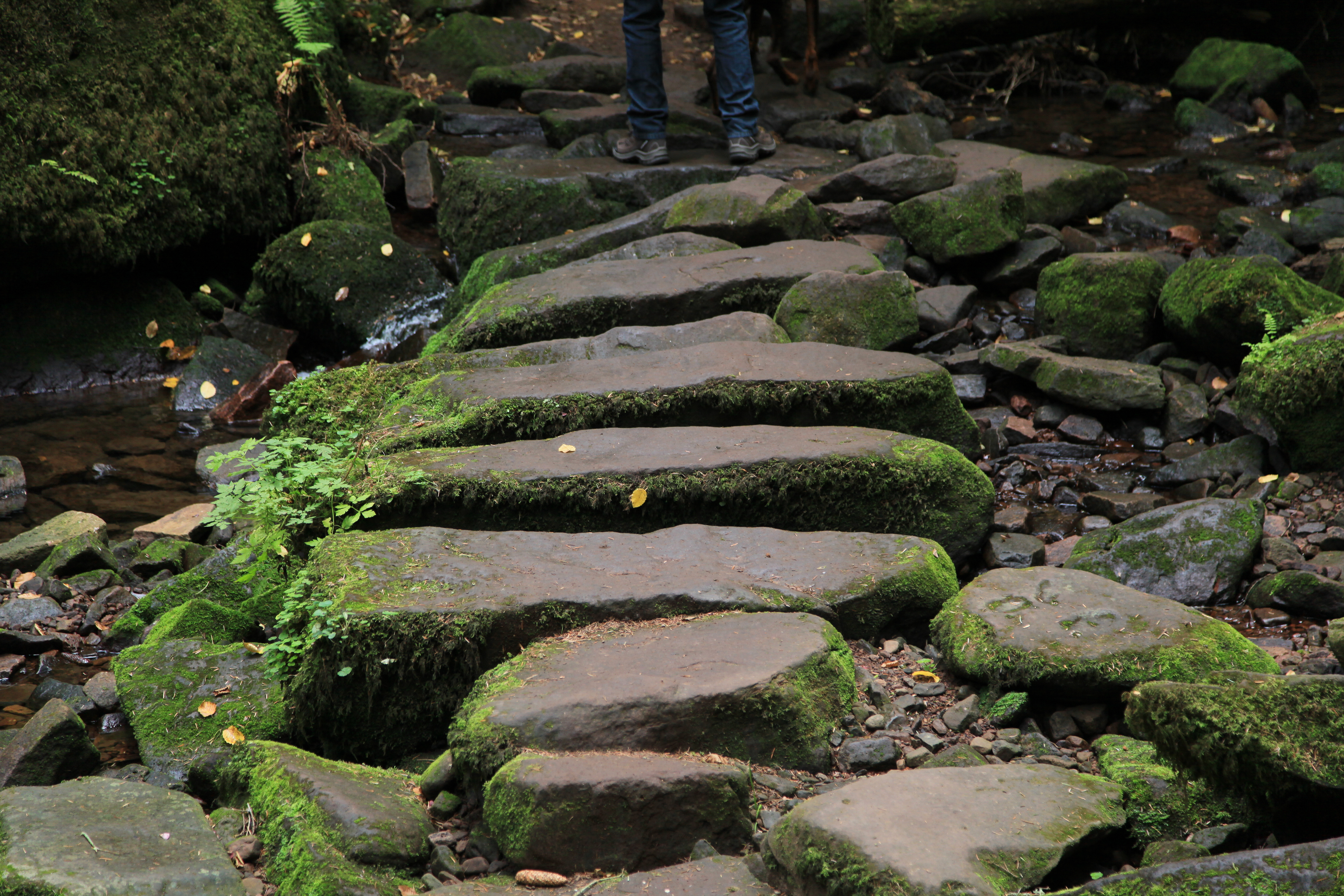
Bad Liebenzell
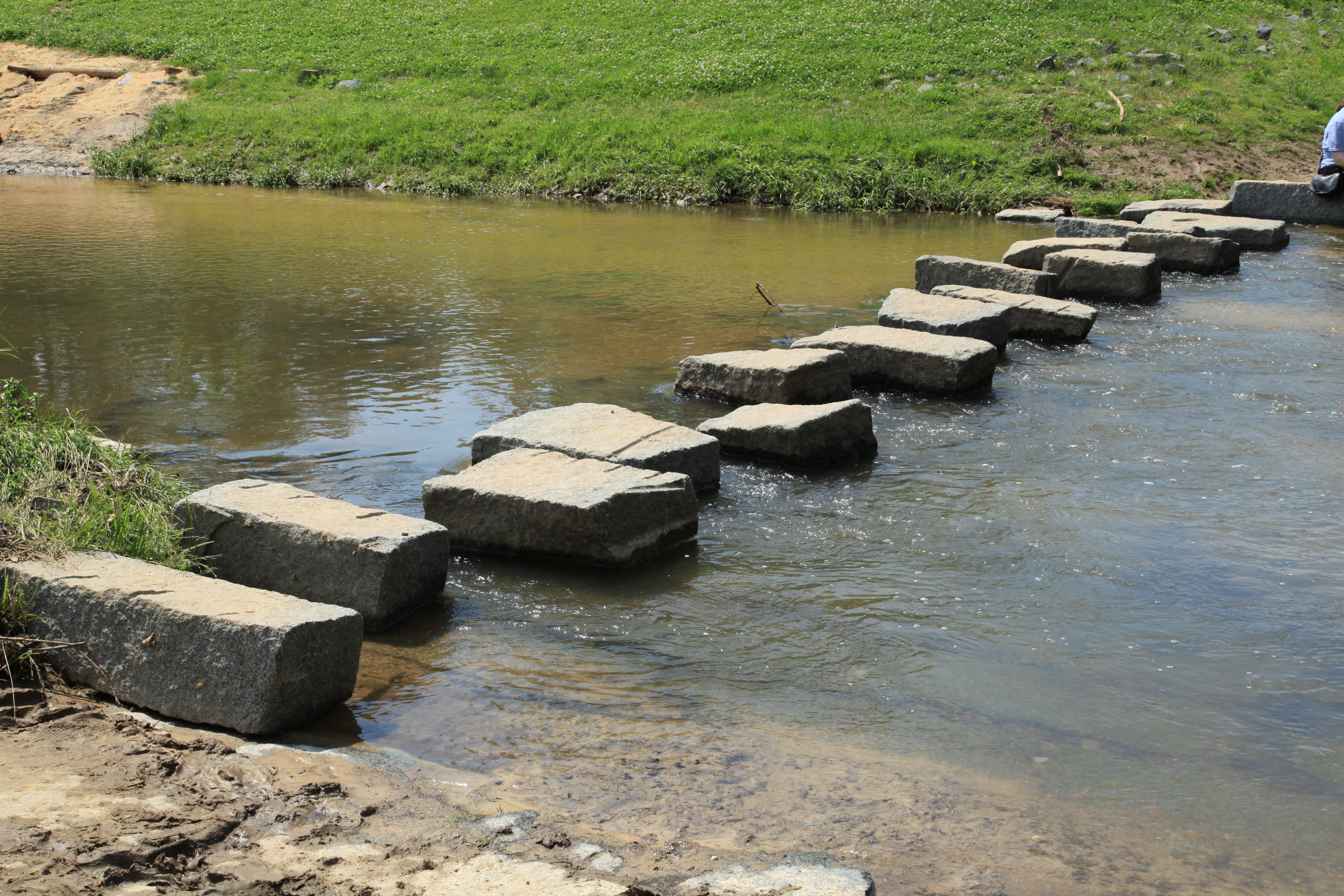
Landesgartenschau 2012 Löbau
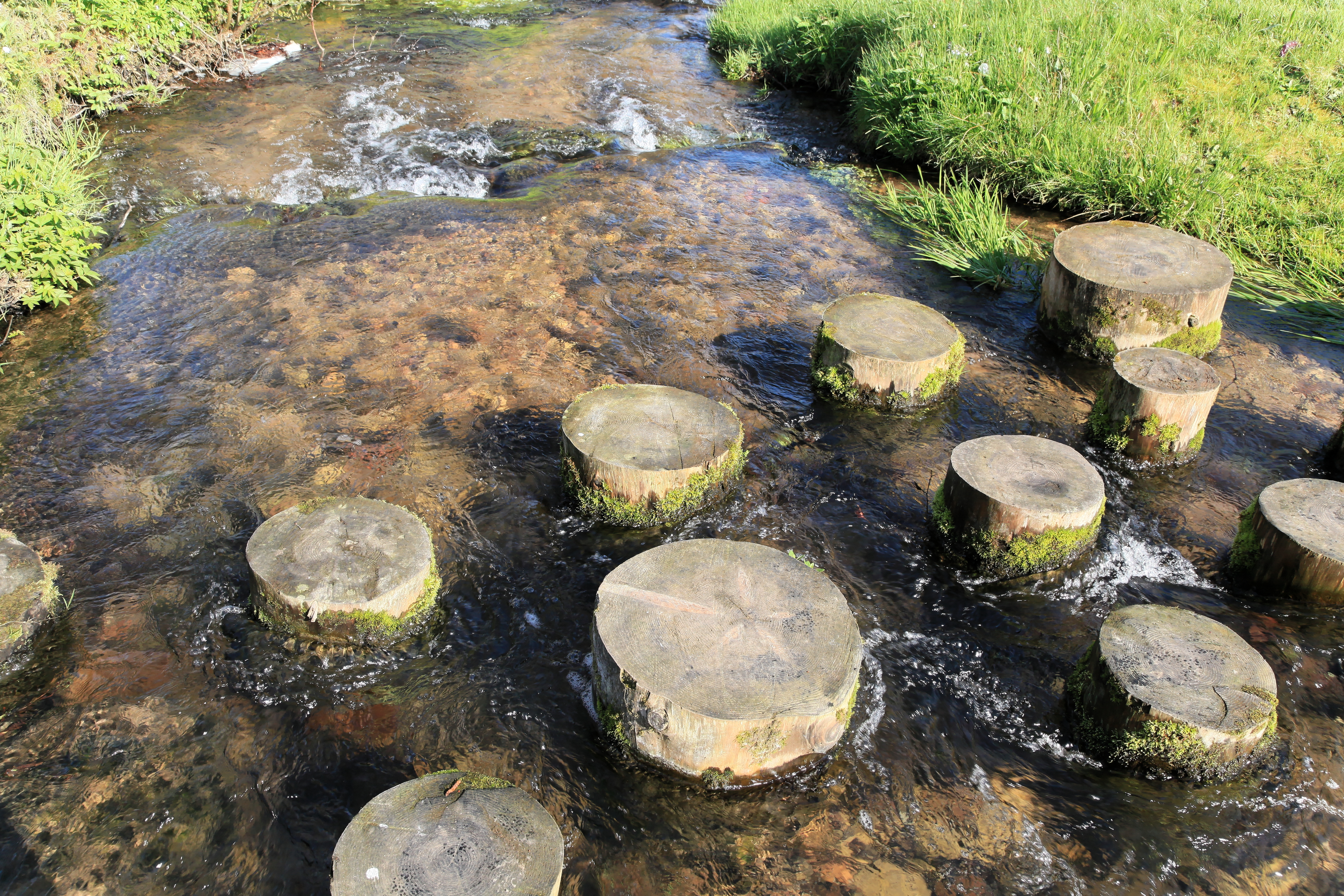
Baiersbronn
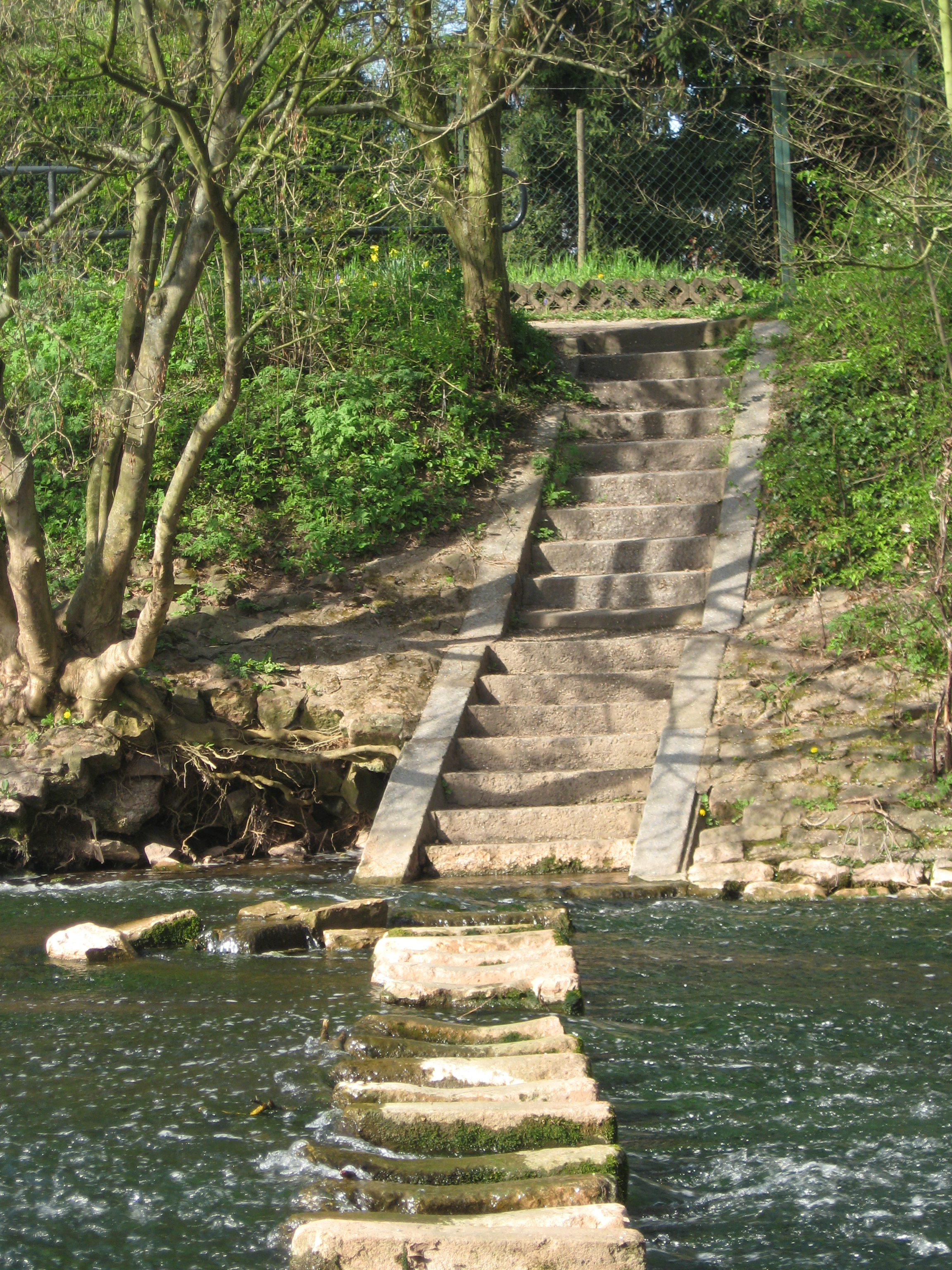
Pfrimmübergang

Trittsteinbrücken in Europa
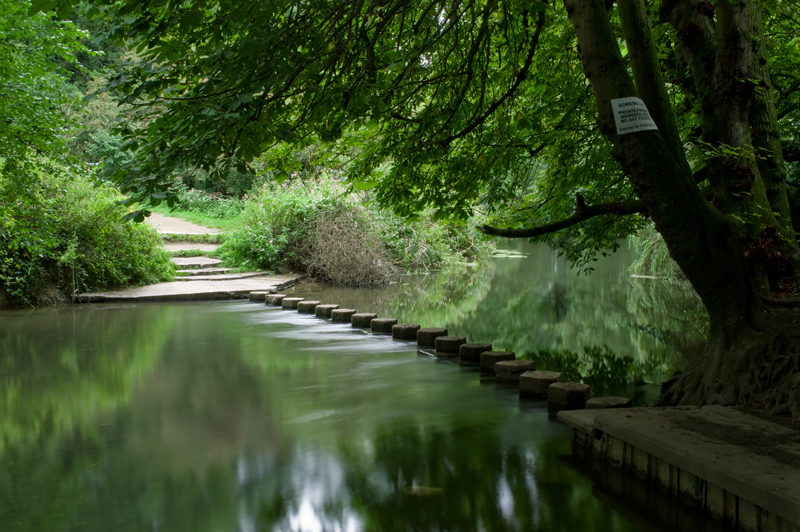
Moderne Trittsteinbrücke über den River Mole
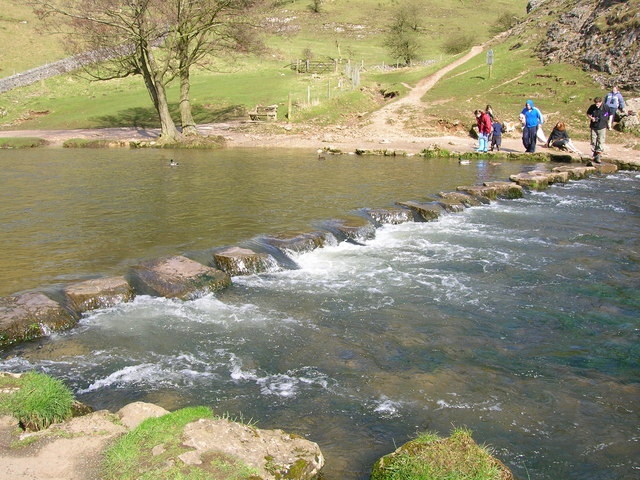
Stepping stones im Dove in Suffolk
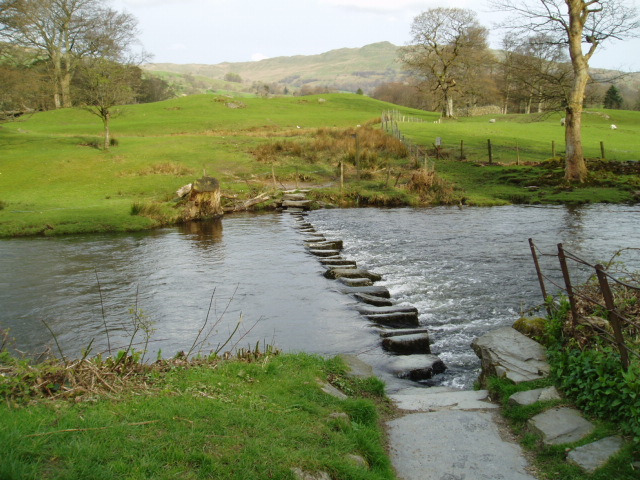
Stepping stones am River Rothay im Lake District
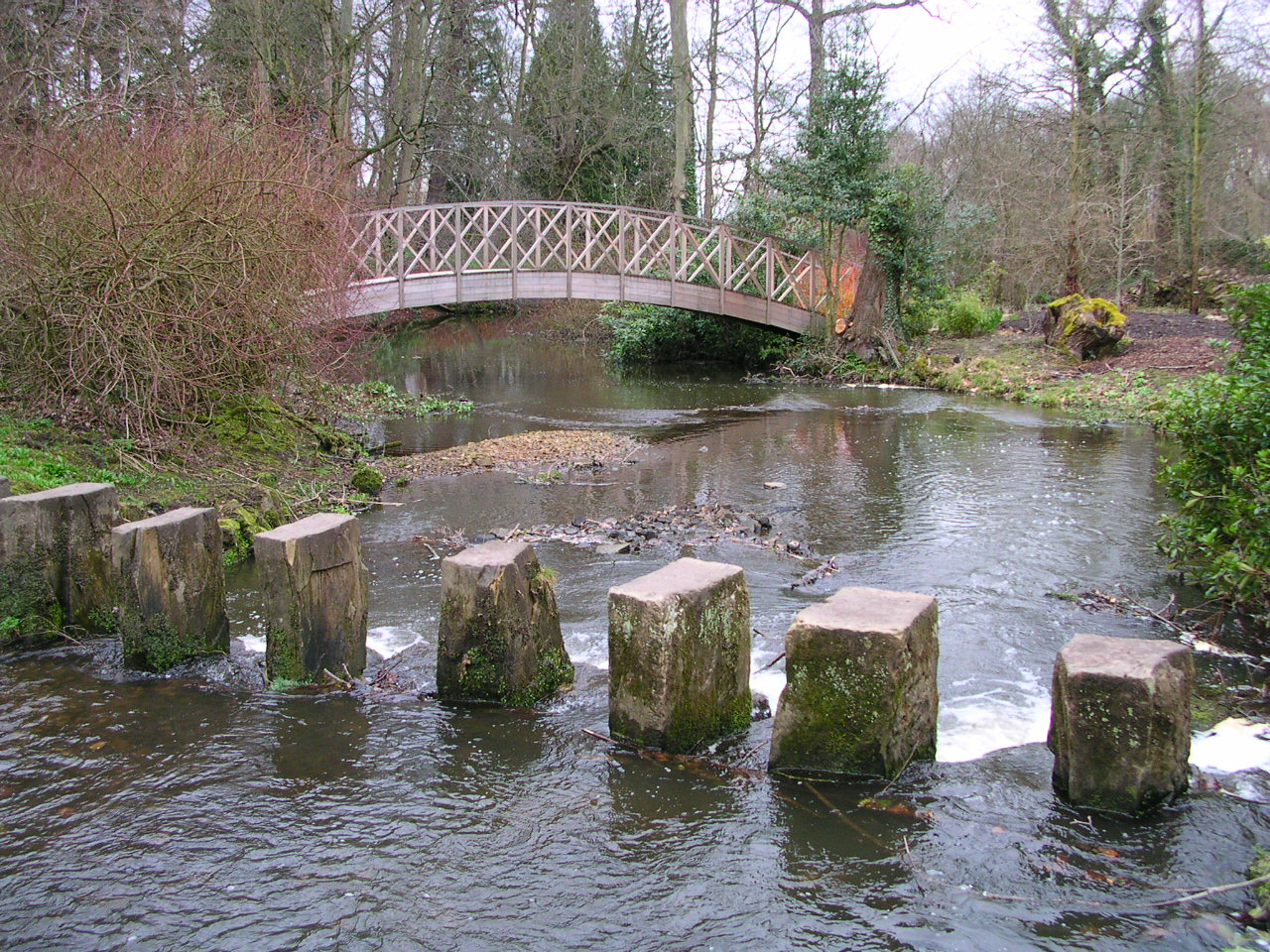
Harewood
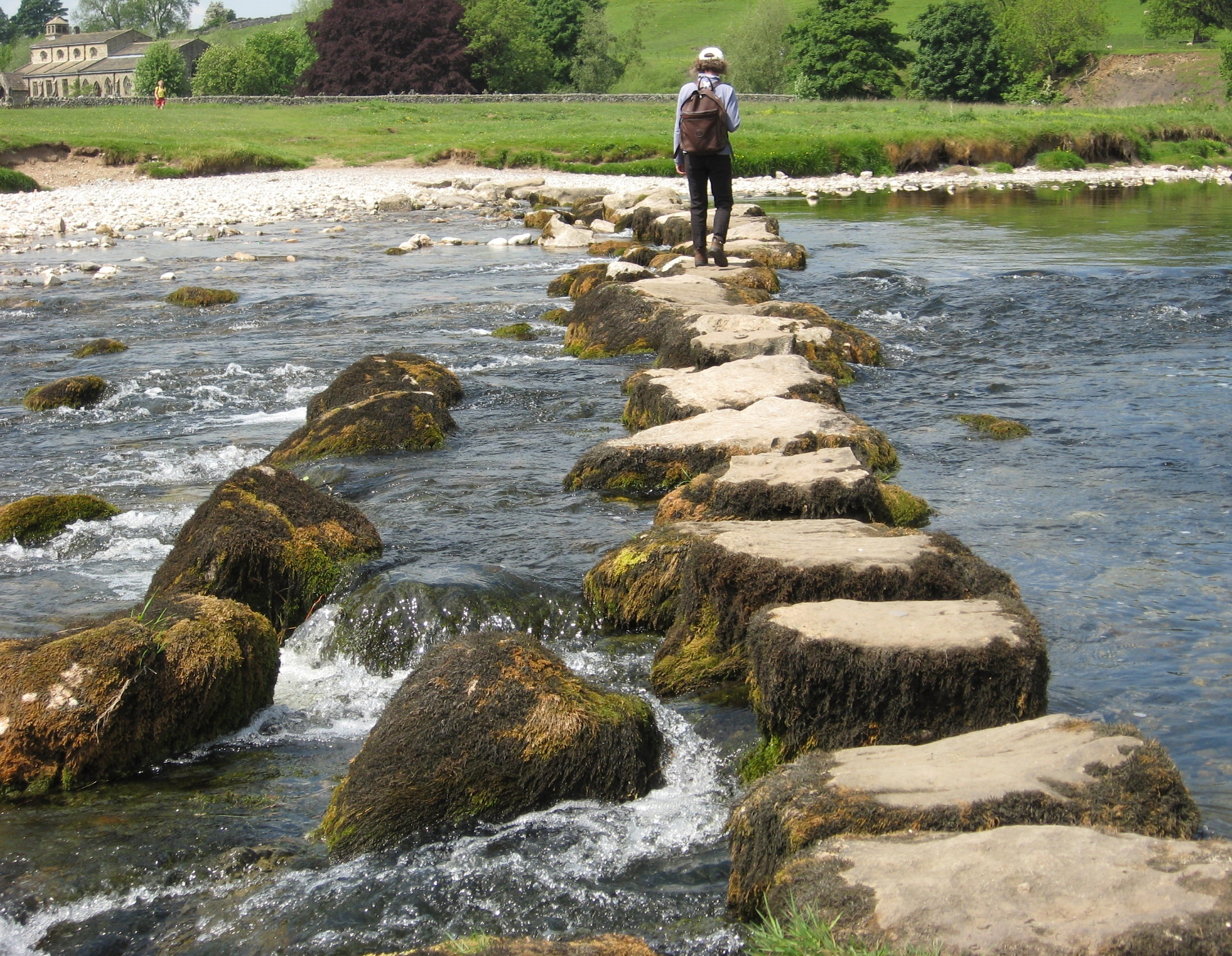
Linton, North Yorkshire

Die Stepping Stones über den Wharfe bei Kettlewell in North Yorkshire.